# Where the Wild Things Are (álbum)
Where the Wild Things Are  é um álbum ao vivo do guitarrista virtuoso estadunidense Steve Vai. O álbum foi lançado em 2009, em CD, DVD e Blu-Ray, com o selo Favored Nations.
O show foi realizado no "The State Theatre", em Minneapolis, e fez parte da turnê “Sound Theories world tour”

## CD

### Faixas
Todas as músicas foram escritas por Steve Vai.
1. Paint Me Your Face*
2. Now We Run
3. Oooo
4. Building The Church
5. Tender Surrender
6. Band Intros*
7. Fire Wall
8. Freak Show Excess
9. Die To Live
10. All About Eve
11. Gary 7*
12. Treasure Island*
13. Angel Food
14. Taurus Bulba
15. Par Brahm*

## DVD/Blu-Ray
Todas as músicas foram escritas por Steve Vai.

### DVD 1
1. Paint Me Your Face
2. Now We Run
3. Oooo
4. Building The Church
5. Tender Surrender
6. Band Intros
7. Firewall
8. The Crying Machine
9. Shove The Sun Aside
10. I’m Becoming
11. Die To Live
12. Freak Show Excess
13. Apples In Paradise
14. All About Eve
15. Gary 7
16. Beastly Rap
17. Treasure Island
18. Angel Food
19. Earthquake Sky

### DVD 2
1. The Audience Is Listening
2. The Murder
3. Juice
4. Whispering A Prayer
5. Taurus Bulba
6. Liberty
7. Answers
8. For The Love Of God

+ Bonus: Entrevista com a banda, Behind The Scenes, Jemini Distortion Demo

## Prêmios e Indicações
| Ano  | Canção     | Prêmio        | Indicação                          | Resultado |
| ---- | ---------- | ------------- | ---------------------------------- | --------- |
| 2010 | Now We Run | Grammy Awards | Best Rock Instrumental Performance | Indicado  |

## Vendas e certificações
| País           | Empresa | Certificação | Vendas   | Data em que alcançou a certificação | Ref.  |
| -------------- | ------- | ------------ | -------- | ----------------------------------- | ----- |
| Canadá         | CRIA    | Platina      | 10,000+  | 30 de Novembro de 2010              | [ 2 ] |
| Estados Unidos | RIAA    | Ouro         | 100,000+ | 7 de Janeiro de 2010                | [ 3 ] |

## Bonus CD (Where the Other Wild Things Are)
Em 2010, um CD bonus desta turnê foi lançado com o nome Where the Other Wild Things Are, que são as canções que estão presentes no DVD/Blu-Ray, mas não estavam presentes no CD Where The Wild Things Are, de 2009.
1. The Crying Machine
2. The Audience Is Listening
3. The Murder
4. Juice
5. Whispering A Prayer
6. Apples In Paradise
7. I'm Becoming
8. Beastly Rap
9. Earthquake Sky
10. Liberty
11. Answers
12. For the Love of God
13. Secret Track -  Kiss My Ear

## Músicos
- Steve Vai - Vocais, guitarras, violão
- Dave Weiner - guitarra e sitar
- Bryan Beller - baixo
- Alex DePue - violino, teclados
- Ann Marie Calhoun - Vocais, violino,  teclados
- Jeremy Colson - bateria
- Zack Wiesinger - lap steel